# Боулдер (Монтана)
Боулдер (англ. Boulder) — крупнейший город и административный центр округа Джефферсон в штате Монтана в Соединённых Штатах Америки.
Согласно данным переписи населения США 2020 года число жителей города 
составляло 1201 человек, что чуть больше (+ 1.5%), чем было во время предыдущей переписи, проводившейся в 2010 году (1183 человек).

## История
Основанный в XIX веке как станция дилижансов, Боулдер превратился в региональный торговый центр для фермеров, скотоводов и шахтеров, а к концу того же века стал домом для государственных школ для глухих, слепых и людей с отклонениями в развитии. Назван так из-за множества крупных валунов в окрестностях.
В 1892 году Боулдер боролся за звание столицы штата Монтана, но заняв последнее место в первом туре, во второй уже не попал.
В XXI веке это центр правительства в округе Джефферсон, и учреждения, базирующиеся в городе, предлагают услуги для взрослых с ограниченными возможностями и проблемной молодежи. 
Три здания в Боулдере занесены в Национальный реестр исторических мест.

## География
Боулдер расположен на северном берегу одноимённой реки между городами Бьютт и Хелена, немного восточнее Американского континентального водораздела, на пересечении межштатной автомагистрали I-15 и шоссе Монтана 69.
Согласно данным Бюро переписи населения США, общая площадь города составляет 1,12 квадратных мили (2,90 км2) и вся эта территория приходится на сушу.